# Хиросимские девушки

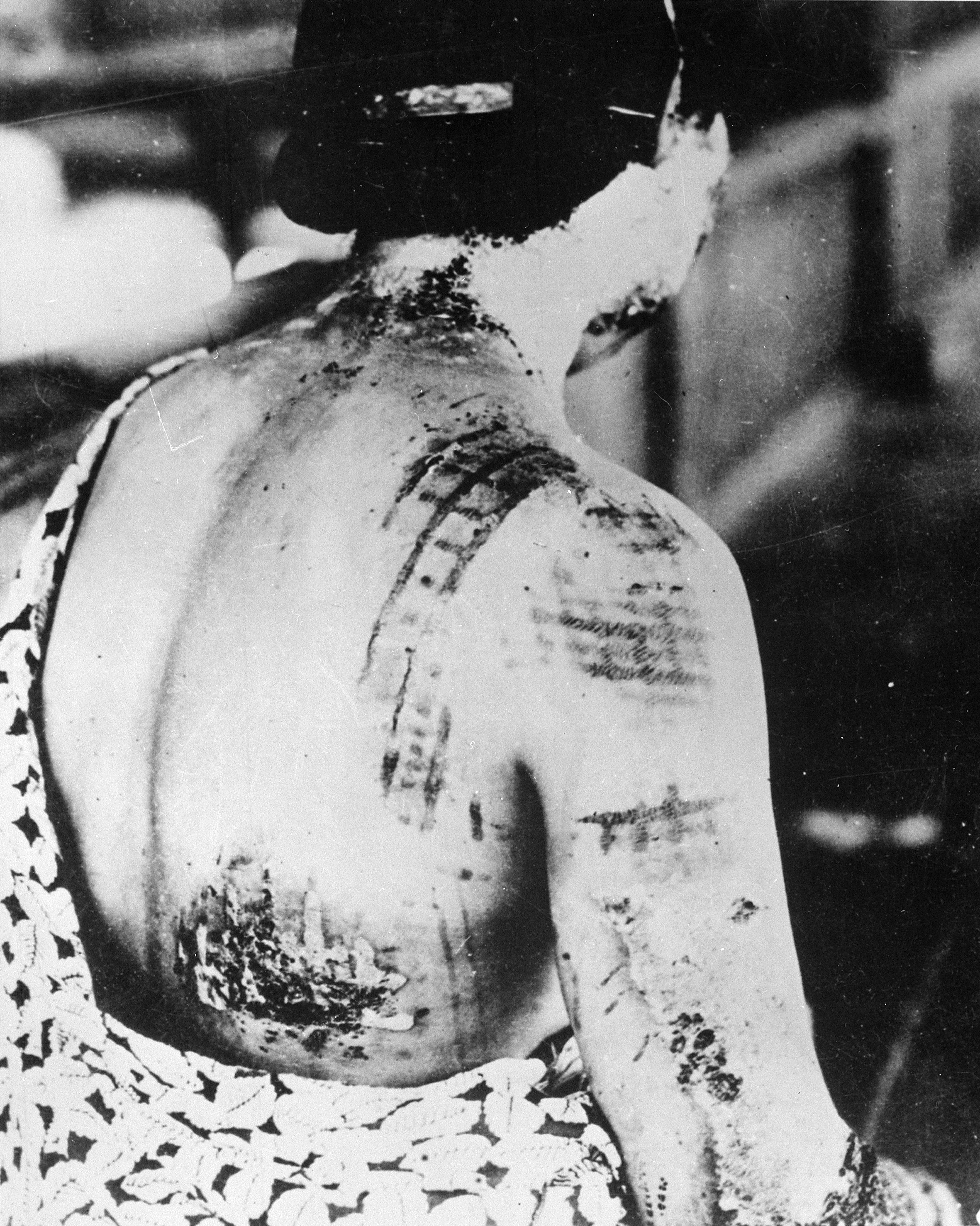
Ожоги этой выжившей приобрели рисунок её кимоно; более светлые участки ткани отражали интенсивный свет бомбы, практически не вызывая ожогов. Более плотно прилегающие части одежды (например, плечи) — более тяжёлые. Неплотно прилегающие части не обжигают.

Хиросимские девушки (яп. 原爆乙女 (Гэмбаку отомэ); букв. «девушки атомной бомбы») — группа из 25 японок, которые были серьёзно изуродованы, будучи в школьном возрасте, в результате тепловой вспышки атомной бомбы, сброшенной на Хиросиму утром 6 августа 1945 года. Впоследствии они отправились в широко разрекламированное путешествие, чтобы пройти реконструктивную операцию в США в 1955 году.
Келоидные шрамы от ожогов покрывали их лица, а многие из ожогов рук заживали, превращая руки в согнутые когти. Этих женщин, а также других граждан, пострадавших от атомной бомбы, называли хибакуся, что означает «люди, пострадавшие от взрыва».

## Создание
К 1951 году выжившая после бомбардировки Хиросимы Сигеко Ниимото перенесла несколько неудачных операций в Японии по заживлению шрамов на лице. После встречи в христианской церкви с преподобным Киёси Танимото она была приглашена им на собрание пострадавших от бомбы людей. Прибыв и обнаружив, что обсуждения на собраниях слишком, на её вкус, политизированы, Ниимото предложила преподобному Танимото организовать группу поддержки для дюжины или около того знакомых ему молодых женщин с такими же травмами и проблемами. Вскоре они стали регулярно встречаться в подвале его церкви. Все женщины жили схожую жизнь после войны, например, родители прятали их от чужих глаз, на улице люди глазели на них, работодатели отказывали, в качестве потенциальных жён их отвергали из-за опасений генетических повреждений. Поскольку Танимото приобрёл некоторую известность в Америке благодаря журнальной статье 1946 года журналиста Джона Херси под названием «Хиросима», он присоединился к американским журналистам, чтобы создать благотворительный фонд в помощь жертвам Хиросимы и «исследовании путей мира».
Херси, Перл С. Бак, Норман Казинс и преподобный Марвин Грин были партнёрами Танимото в Hiroshima Peace Centre Foundation.
Группа женщин со шрамами была одним из проектов фонда, Танимото назвал его Обществом келоидных девушек. С помощью обозревателя газеты Сидзуэ Масуги Танимото начал сбор средств на пластическую хирургию для своей группы. Газеты окрестили девушек гэмбаку отомэ, или «девушками атомной бомбы», и в 1952 году около 20 из них лечились в Токио и Осаке. Пластическая хирургия в Японии была не так развита, как в Соединённых Штатах, поэтому Танимото пытался найти способ перевезти девушек в Америку. Узнав о его усилиях, редактор Saturday Review Норман Казинс пообещал помочь. Они нашли двух врачей, Уильяма Максвелла Хитцига и Артура Барски из больницы Маунт-Синай в Нью-Йорке, которые были готовы надзирать за медицинскими операциями, однако Казинсу неоднократно отказывали в финансовой поддержке для перевозки женщин в Америку. Джанет Э. Тобитт, бывшая директор Дальневосточной американской ассоциации девочек-скаутов в Японии, предложила ему обратиться к редактору Nippon Times. Казинс поступил согласно предложению, и генерал Джон Э. Халл из Дальневосточного командования США согласился обеспечить авиаперевозку девушек.
5 мая 1955 года группа из 25 женщин возраста от подросткового до примерно двадцатилетнего отправилась в Америку. Прозвище «Девушки Хиросимы» прижилось, когда женщин доставили в госпиталь Маунт-Синай в Нью-Йорке для проведения нескольких реконструктивных операций. Этот получивший широкую огласку поворот событий был в значительной степени делом рук Казинса, открытого сторонника ядерного разоружения. Тобитт вместе с К. Фрэнком Ортлоффом из Религиозного общества друзей отвечала за «очень серьёзную проблему внебольничной помощи», потому что проживающие в частных домах в Нью-Йорке девушки или готовились к операциям, или восстанавливались после них.

## СМИ на Западе
После прибытия Танимото 11 мая 1955 года стал героем американской телепрограммы «Это твоя жизнь» . В студии были две девушки из Хиросимы, чьи лица были скрыты за экраном, и, что самое удивительное, капитан Роберт Льюис, второй пилот самолёта Enola Gay, сбросившего бомбу Little Boy на Хиросиму. Всего за 18 месяцев пребывания в США 25 женщинам было выполнено 138 операций. Во время своего визита женщины жили в ретритном центре квакеров Пендл-Хилл в Уоллингфорде, штат Пенсильвания. Хироко Тасака была известна как «Чемпионка по хирургии», потому что у неё было 13 операций, больше, чем у других. Одна девушка, Томоко Накабаяси, умерла от остановки сердца во время операции по восстановлению 24 мая 1956 года; врачи заявили, что причина была в осложнениях при операции, а не в радиационном воздействии.

## Девушки атомной бомбы
Не все пострадавшие девушки поехали в США. Миёко Мацубара утверждает, что она была одной из 16 молодых «девушек Хиросимы», перенёсших операции в Токио, а затем в Осаке в 1953 году. После 10 успешных операций она и две другие девушки из Хиросимы поправились достаточно, чтобы начать работать сиделками с детьми из неблагополучных семей. Когда в 1955 году пришло время поехать в госпиталь Маунт-Синай в США, она, в отличие от двух своих коллег, почувствовала дискомфорт в связи с поездкой в страну, которая её бомбила, «и осталась одна».
Ни одна из почти столь же обезображенных после взрыва атомной бомбы «Толстяк» 9 августа 1945 года молодых женщин из Нагасаки не входила в группу. Аналогичной благотворительной организации Nagasaki Maiden не существовало: была попытка спонсировать поездку и для них, но, считается, этот шаг был сорван правительством США. С отправившимися в поездку девушками приехали также три хирурга из Хиросимы, чтобы изучить методы американской пластической хирургии; их обучали бесплатно.
Предположительно, после взрыва бомбы «Малыш» в Хиросиме мальчиков со шрамами было столько же, сколько девочек, и они тоже не могли жениться и были вынуждены жить в «сумеречном обществе Хиросимы». Они не получали такого же уровня медийной и медицинской помощи, как молодые женщины.  Использование термина "девушка" в средствах массовой информации переместило ответственность с американцев как виновников на женщин как искателей красоты и романтических перспектив .

## Жизнь после реконструкции
Некоторые девушки вышли замуж и стали матерями. Некоторые интересовались общественной работой. Тойоко Морита училась в школе дизайна Парсонс, а позже стала известным модельером в Японии.
Одна девушка, Масако Тачибана, вышла замуж и переехала в Канаду. Она не могла иметь детей. 1 августа 1995 года она дала интервью репортёру Лену Гранту из CBC Television. Она сказала, что хотя она была школьницей, которой приказали снести здания, чтобы создать противопожарные полосы во время бомбёжки, и вспышка бомбы подожгла её одежду, что вызвало у неё рвоту (симптом острого радиационного синдрома) — она была рада, что США сбросили бомбу. Татибана сказала, что это было оправдано[значимость факта?], потому что привело к более быстрому разрешению войны: она не верит, что без этого японцы сдались бы. Вместо этого было бы потеряно больше жизней, возможно, почти все население Японии. Она автор книги на японском языке «Реакция на вспышку».
К 31 марта 2017 года японское правительство сертифицировало 164621 живущих хибакуся, со средним возрастом 81,41 год. Отдельно не публиковалось, сколько из этих выживших — девушки из Хиросимы.

## В популярной культуре
Хиросимские девушки были героинями фильма Hiroshima Maiden (1988), рассказывающего об одной девушке и семье, в которой она жила.